# Championnat d'Espagne de hockey sur glace 1978-1979
Saison précédente Saison suivante
La saison 1978-1979 est la 7e saison du championnat d'Espagne de Hockey sur glace. Cette saison, le championnat porte le nom de Liga Española.

## Clubs de la Superliga 1978-1979
- FC Barcelone
- Casco Viejo Bilbao
- CH Jaca
- CH Las Palmas
- Portugalete
- Txuri Urdin
- Séville
- ARD Gasteiz

## Classement
| # | Club               |
| - | ------------------ |
| 1 | Casco Viejo Bilbao |
| 2 | Txuri Urdin        |
| 3 | FC Barcelone       |
| 4 | CH Jaca            |
| 5 | etc.               |

Pour la troisième fois consécutive, le Casco Viejo est sacré Champion d'Espagne de hockey sur glace pour la saison 1978-1979.